# Nebalia reboredae
Nebalia reboredae is een kreeftachtigensoort uit de familie van de Nebaliidae. De wetenschappelijke naam van de soort is voor het eerst geldig gepubliceerd in 2009 door Moreira & Urgorri.